# Caruso
Se Enrico Caruso för sångaren.
Caruso är en sång skriven och framförd av den italienska sångaren och låtskrivaren Lucio Dalla år 1986. Den är gjord till minne av Enrico Caruso, en av Italiens mest kända operatenorer. Det har sedan gjorts flera coverversioner av låten. Den mest kända av Luciano Pavarotti. Även andra så som Mireille Mathieu, Paul Potts, Josh Groban, Andrea Bocelli, John Christos, Stefan Filipovski, Jahn Teigen, Mercedes Sosa, Il Divo, Mina, Lara Fabian, Florent Pagny, Antonio Frocione, Sabina Scubbia, Nana Mouskouri, Carlo Mandini, Arja Saijonmaa och Alba August har försökt sig på låten.